# Čtvrtá vláda Jozefa Tisa

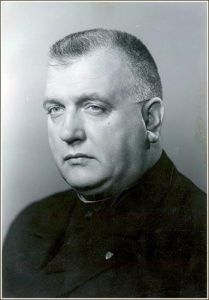
Předseda vlády Jozef Tiso

Čtvrtá vláda Jozefa Tisa existovala v období od 14. března do 27. října 1939 v období první slovenské republiky.

## Složení vlády
Všichni členové vlády byli zástupci Hlinkovy slovenské lidové strany - Strany slovenské národní jednoty (HSĽS-SSNJ).
| Portfej                           | Ministr              | Nástup do úřadu | Odchod z úřadu                          |
| --------------------------------- | -------------------- | --------------- | --------------------------------------- |
| Předseda vlády                    | Jozef Tiso           | 14. března 1939 | 27. října 1939                          |
| Náměstek předsedy vlády           | Vojtech Tuka         | 14. března 1939 | 27. října 1939                          |
| Ministr vnitra                    | Karol Sidor          | 14. března 1939 | 18. dubna 1939 (od 15. března dovolená) |
| Ministr vnitra                    | Jozef Tiso (správce) | 18. dubna 1939  | 27. října 1939                          |
| Ministr zahraničních věcí         | Ferdinand Ďurčanský  | 14. března 1939 | 27. října 1939                          |
| Ministr národní obrany            | Ferdinand Čatloš     | 14. března 1939 | 27. října 1939                          |
| Ministr financí                   | Mikuláš Pružinský    | 14. března 1939 | 27. října 1939                          |
| Ministr školství a národní osvěty | Jozef Sivák          | 14. března 1939 | 27. října 1939                          |
| Ministr spravedlnosti             | Gejza Fritz          | 14. března 1939 | 27. října 1939                          |
| Ministr hospodářství              | Gejza Medrický       | 14. března 1939 | 27. října 1939                          |
| Ministr dopravy a veřejných prací | Július Stano         | 14. března 1939 | 27. října 1939                          |